# Lasiobotrys lonicerae
Lasiobotrys lonicerae är en svampart som beskrevs av Kunze 1823. Lasiobotrys lonicerae ingår i släktet Lasiobotrys och familjen Venturiaceae.  Arten är reproducerande i Sverige. Inga underarter finns listade i Catalogue of Life.